# Gare de Porté-Puymorens
Gare de Porté-Puymorens vasútállomás Franciaországban, Porta településen.

## Vasútvonalak
Az állomást az alábbi vasútvonalak érintik:
- Portet-Saint-Simon–Puigcerdà-vasútvonal

## Kapcsolódó állomások
A vasútállomáshoz az alábbi állomások vannak a legközelebb:
- Gare d’Andorre - L’Hospitalet
- Gare de Latour-de-Carol - Enveitg